# Villervalle i Söderhavet (bok)
Villervalle i Söderhavet är den första boken av tre av Bengt Danielsson om den svenska pojken Villervalles äventyr, utgiven 1957. På boken gjordes en TV-serie med samma namn 1963, vilket senare släpptes som film 1968. Också den med samma namn.

## Handling
Läkaren Ernst Botman har av den internationella FN-organisationen Unesco som näringsspecialist fått i uppdrag att resa till Söderhavsöarna för att där undersöka den eventuella förekomsten av svält och dålig kost. Familjen i övrigt, bestående av mamma och barnen Villervalle och Lenalisa, kräver att få följa med. Sedan även barnens farmor ställt upp som deltagare i expeditionen för att övervaka läxläsningen kan Botmans förbereda resan. Färden går först till Marseille och därifrån med båt till Tahiti. Från Tahiti reser familjen vidare till Fangatau, där den största delen av handlingen utspelas.